# Astylosternus montanus
Astylosternus montanus – gatunek płaza bezogonowego z rodziny artroleptowatych (Arthroleptidae).

## Występowanie
Zwierzę to możemy spotkać głównie w Kamerunie, ale także w Nigerii. W tym pierwszym kraju zajmuje tereny od Bamenda Highlands do Wyżyny Adamawa, a także Mount Ngorro oraz góry Yoko (Djan). W Nigerii z kolei pojawia się na wschodzie kraju na Obudu Plateau. Sądzi się, że taki poszatkowany obszar występowania to skutek wylesiania z XVII wieku.
Zwierzę żyje na wysokości 900–2029 m n.p.m. Jego siedlisko to cieki wodne i ich okolice w górskich i podgórskich lasach tropikalnych, w tym lasach galeriowych, a także roślinność zielna. W nocy zapuszcza się też na stosunkowo suche tereny, także rolnicze. Jak podaje IUCN, może ono przetrwać na terenie częściowo wylesionym, o ile znajdzie okresowy, eutroficzny, zamulony strumień, wymaga jednak osłony koron drzew.

## Rozmnażanie
Przebiega w wodach płynących. Samce nawołują ze skałek lub też z samej wody, w której przebiega także rozwój larw (kijanek), przeobrażających się później w osobniki dorosłe.

## Status
W Czerwonej księdze gatunków zagrożonych IUCN płaz ten od 2017 roku klasyfikowany jest jako gatunek najmniejszej troski (LC, ang. Least Concern); wcześniej, od 2004 roku uznawano go za gatunek bliski zagrożenia (NT, ang. Near Threatened).
Choć wydaje się pospolity, gatunek prawdopodobnie zmniejsza swą liczebność ze względu na utratę i degradację siedlisk.